# Семен Кмітич
Семен Кмітич (*д/н — після 1552) — державний та військовий діяч Великого князівства Литовського.

## Життєпис
Походив з українського шляхетського роду Кмітів гербу Хоругви Кмітів. Молодший син Кміти Олександровича, намісника черкаського. Про дату народження нічого невідомо. 1527 році разом з братом Кшиштофом стає королівським дворянином. 1539 року великим князем Литовським і королем Польським Сигізмундом I призначається державцем чорнобильським у відшкодування збитків, завданих йому татарами. 1541 року за рішення короля передав Чорнобиль Олізару Волочковичу.
Натомість призначається Вонячинським намісником. Володів ним до 1547 року. На посаді значно розширив володіння на Брацлавщині та Київщині, вступивши в конфлікт із родом Сангушків. Між 1545 і 1552 роками отримав привілеї на села Літин, Пултівці, Салаши. 1547 році передав намісництво Дмитру Вишневецькому. 1552 році після смерті старшого брата успадкував його маєтності. Подальша доля невідома.

## Родина
Дружина — Дугна (Юхна), донька князя Андрія Івановича Лукомського.
Діти:
- Філон (1530—1587), смоленській воєвода
- Євдоксія, дружина Івана Проскури, київського судді
- донька